# Okręg wyborczy nr 23 do Senatu Rzeczypospolitej Polskiej (2001–2011)
Okręg wyborczy nr 23 do Senatu Rzeczypospolitej Polskiej obejmował w latach 2001–2011 obszar województwa podlaskiego. Wybierano w nim 3 senatorów na zasadzie większości względnej.
Powstał w 2001, jego obszar należał wcześniej do okręgów obejmujących województwa białostockie i łomżyńskie oraz część województwa suwalskiego. Zniesiony został w 2011, na jego obszarze utworzono nowe okręgi nr 59, 60 i 61.
Siedzibą okręgowej komisji wyborczej był Białystok.

## Reprezentanci okręgu
| Rok  | Senator komitet wyborczy                     | Senator komitet wyborczy                                  | Senator komitet wyborczy                          | Senator komitet wyborczy                                     | Senator komitet wyborczy                     | Senator komitet wyborczy                     |
| ---- | -------------------------------------------- | --------------------------------------------------------- | ------------------------------------------------- | ------------------------------------------------------------ | -------------------------------------------- | -------------------------------------------- |
| 2001 |                                              | Adam Jamróz KKW Sojusz Lewicy Demokratycznej – Unia Pracy |                                                   | Sergiusz Plewa KKW Sojusz Lewicy Demokratycznej – Unia Pracy |                                              | Jan Szafraniec Liga Polskich Rodzin          |
| 2003 |                                              | Krzysztof Jurgiel Prawo i Sprawiedliwość                  |                                                   | Sergiusz Plewa KKW Sojusz Lewicy Demokratycznej – Unia Pracy |                                              | Jan Szafraniec Liga Polskich Rodzin          |
| 2005 | Krzysztof Putra Prawo i Sprawiedliwość       |                                                           | Ludwik Zalewski Liga Polskich Rodzin              |                                                              |                                              | Jan Szafraniec Liga Polskich Rodzin          |
| 2007 | Jan Dobrzyński Prawo i Sprawiedliwość        |                                                           | Włodzimierz Cimoszewicz KWW Cimoszewicz do Senatu |                                                              | Bohdan Paszkowski Prawo i Sprawiedliwość     |                                              |
| 2011 | okręg zniesiony, patrz okręgi nr 59, 60 i 61 | okręg zniesiony, patrz okręgi nr 59, 60 i 61              | okręg zniesiony, patrz okręgi nr 59, 60 i 61      | okręg zniesiony, patrz okręgi nr 59, 60 i 61                 | okręg zniesiony, patrz okręgi nr 59, 60 i 61 | okręg zniesiony, patrz okręgi nr 59, 60 i 61 |

## Wyniki wyborów
Symbolem „●” oznaczono senatorów ubiegających się o reelekcję.

### Wybory parlamentarne 2001
| Kandydat                                              | Kandydat             | Komitet wyborczy                                   | Głosów  |
| ----------------------------------------------------- | -------------------- | -------------------------------------------------- | ------- |
|                                                       | Adam Jamróz          | KKW Sojusz Lewicy Demokratycznej – Unia Pracy      | 123 598 |
|                                                       | Sergiusz Plewa       | KKW Sojusz Lewicy Demokratycznej – Unia Pracy      | 118 837 |
|                                                       | Jan Szafraniec       | Liga Polskich Rodzin                               | 111 717 |
|                                                       | Krystyna Czuba●      | KWW Blok Senat 2001                                | 89 429  |
|                                                       | Jan Chojnowski●      | KWW Blok Senat 2001                                | 72 221  |
|                                                       | Tadeusz Mierzyński   | Polskie Stronnictwo Ludowe                         | 72 214  |
|                                                       | Jerzy Sienkiewicz    | Polskie Stronnictwo Ludowe                         | 70 849  |
|                                                       | Jan Syczewski        | KWW „Podlasie”                                     | 61 760  |
|                                                       | Stanisław Marczuk●   | KWW Blok Senat 2001                                | 46 613  |
|                                                       | Romuald Szeremietiew | KWW „Forum Obywatelskie Chrześcijańska Demokracja” | 37 514  |
|                                                       | Tadeusz Januszewski  | KWW „Forum Obywatelskie Chrześcijańska Demokracja” | 34 629  |
|                                                       | Józef Maliszewski    | Polska Partia Socjalistyczna                       | 21 443  |
|                                                       | Zygmunt Jakimowicz   | Polska Unia Gospodarcza                            | 13 116  |
| Frekwencja: 44,78% Źródło: Państwowa Komisja Wyborcza |                      |                                                    |         |

* Jan Chojnowski i Stanisław Marczuk reprezentowali w Senacie IV kadencji (1997–2001) województwo białostockie, Krystyna Czuba była wcześniej przedstawicielką województwa łomżyńskiego.

### Wybory uzupełniające 2003
Głosowanie odbyło się z powodu wyboru Adama Jamroza na sędziego Trybunału Konstytucyjnego.
| Kandydat                                             | Kandydat                 | Komitet wyborczy                              | Głosów |
| ---------------------------------------------------- | ------------------------ | --------------------------------------------- | ------ |
|                                                      | Krzysztof Jurgiel        | Prawo i Sprawiedliwość                        | 18 198 |
|                                                      | Marek Kaczyński          | Liga Polskich Rodzin                          | 10 635 |
|                                                      | Krzysztof Bil-Jaruzelski | KKW Sojusz Lewicy Demokratycznej – Unia Pracy | 10 516 |
|                                                      | Mieczysław Bagiński      | Polskie Stronnictwo Ludowe                    | 4304   |
|                                                      | Sławomir Zgrzywa         | Platforma Obywatelska RP                      | 3050   |
|                                                      | Tadeusz Klimowicz        | Unia Polityki Realnej                         | 2121   |
|                                                      | Andrzej Soroka           | Partia Ludowo-Demokratyczna                   | 1604   |
|                                                      | Artur Milewski           | KWW Artura Kazimierza Milewskiego             | 736    |
|                                                      | Mariusz Olszewski        | Alternatywa Partia Pracy                      | 403    |
| Frekwencja: 5,64% Źródło: Państwowa Komisja Wyborcza |                          |                                               |        |

### Wybory parlamentarne 2005
| Kandydat                                              | Kandydat               | Komitet wyborczy                           | Głosów  |
| ----------------------------------------------------- | ---------------------- | ------------------------------------------ | ------- |
|                                                       | Krzysztof Putra        | Prawo i Sprawiedliwość                     | 120 757 |
|                                                       | Jan Szafraniec●        | Liga Polskich Rodzin                       | 88 268  |
|                                                       | Ludwik Zalewski        | Liga Polskich Rodzin                       | 70 355  |
|                                                       | Zdzisław Piątek        | Samoobrona Rzeczpospolitej Polskiej        | 66 182  |
|                                                       | Lech Rutkowski         | Polskie Stronnictwo Ludowe                 | 63 762  |
|                                                       | Ida Kinalska           | Platforma Obywatelska RP                   | 62 574  |
|                                                       | Jan Netter             | Sojusz Lewicy Demokratycznej               | 48 309  |
|                                                       | Remigiusz Fabiański    | Platforma Obywatelska RP                   | 47 384  |
|                                                       | Mieczysław Januszewski | Sojusz Lewicy Demokratycznej               | 37 930  |
|                                                       | Dariusz Ciszewski      | KWW Nasze Podlasie                         | 36 237  |
|                                                       | Jan Chojnowski         | Ruch Patriotyczny                          | 32 339  |
|                                                       | Piotr Tryskuć          | Platforma Janusza Korwin-Mikke             | 20 664  |
|                                                       | Władysław Prochowicz   | KWW Władysława Prochowicza                 | 18 797  |
|                                                       | Jan Wdowiak            | Dom Ojczysty                               | 10 463  |
|                                                       | Marek Głogoczowski     | Organizacja Narodu Polskiego – Liga Polska | 7846    |
|                                                       | Danuta Fankulewska     | Polska Partia Narodowa                     | 6791    |
|                                                       | Janusz Bronisz         | Inicjatywa RP                              | 4455    |
| Frekwencja: 38,41% Źródło: Państwowa Komisja Wyborcza |                        |                                            |         |

### Wybory parlamentarne 2007
| Kandydat                                              | Kandydat                | Komitet wyborczy                      | Głosów  |
| ----------------------------------------------------- | ----------------------- | ------------------------------------- | ------- |
|                                                       | Włodzimierz Cimoszewicz | KWW Cimoszewicz do Senatu             | 175 839 |
|                                                       | Jan Dobrzyński          | Prawo i Sprawiedliwość                | 148 917 |
|                                                       | Bohdan Paszkowski       | Prawo i Sprawiedliwość                | 129 371 |
|                                                       | Jan Szafraniec●         | Prawo i Sprawiedliwość                | 122 503 |
|                                                       | Halina Święczkowska     | Platforma Obywatelska RP              | 116 229 |
|                                                       | Włodzimierz Kusak       | Platforma Obywatelska RP              | 93 064  |
|                                                       | Mieczysław Bagiński     | Polskie Stronnictwo Ludowe            | 89 009  |
|                                                       | Barbara Ciruk           | KKW Lewica i Demokraci SLD+SDPL+PD+UP | 73 260  |
|                                                       | Ludwik Zalewski●        | Liga Polskich Rodzin                  | 20 199  |
|                                                       | Józef Szadurski         | Samoobrona Rzeczpospolitej Polskiej   | 18 609  |
|                                                       | Jarosław Poteraj        | Unia Polityki Realnej                 | 12 235  |
| Frekwencja: 49,50% Źródło: Państwowa Komisja Wyborcza |                         |                                       |         |